# Louanne Sirota
Ne doit pas être confondu avec Louane.
Pour les articles homonymes, voir Sirota.
Louanne Sirota, connue aussi sous son simple prénom Louanne, est une actrice américaine née le 26 janvier 1970 à Fort Worth, Texas.

## Biographie
Louanne Sirota est principalement connue comme enfant-actrice, notamment pour le film Oh, God! Book 2, performance pour laquelle elle a reçu une nomination au Saturn Award de la meilleure actrice en 1981.
Elle débute sur les planches à Los Angeles en interprétant le rôle-titre de la célèbre comédie musicale Annie. Elle perça alors auprès du grand-public grâce à son interprétation de Tracy Richards, la petite héroïne du film Oh, God! Book 2 où elle donne la réplique à George Burns. Cette performance lui vaudra d'être nommée pour le Saturn Award de la meilleure actrice en 1981.

## Filmographie

### Cinéma
- 1980 : Oh, God! Book II : Tracy Richards
- 1988 : Jimmy Reardon : Suzie Middleberg

### Télévision

#### Séries télévisées
- 1981 : Aloha Paradise
- 1981 : Mork & Mindy : Miss Geezba
- 1982 : La croisière s'amuse : Libby MacDonald
- 1983 : Seven Brides for Seven Brothers : Jenny Barrett
- 1983-1984 : Two Marriages : Shelby Armstrong
- 1986 : True Confessions
- 1987 : The Bronx Zoo : Sandy Gillian

#### Téléfilms
- 1980 : L'affaire Brockhurst : Abby Newman
- 1980 : The Long Days of Summer : Sarah
- 1983 : Missing Pieces : Valerie Scott
- 1985 : Anything for Laughs
- 1987 : Cowboy Joe : Isabelle Tidmunk
- 2005 : Detective : Judith Pallacio
- 2005 : McBride: It's Murder, Madam : Forensics Officer
- 2006 : McBride: Requiem : Forensics
- 2011 : Pour les yeux de Taylor : Mama Crowne

## Nominations
- Saturn Award : Nomination au Saturn Award de la meilleure actrice 1981